# Столярский, Пётр Соломонович
Пётр Соломонович (Пейсах-Пинхас Шлёмович) Столярский (18 [30] ноября 1871, Липовец — 29 апреля 1944, Свердловск) — советский скрипач-педагог, народный артист Украинской ССР (1939). Основатель первой в СССР специализированной музыкальной школы для одарённых детей (в Одессе, 1933; ныне его имени). Кавалер ордена Трудового Красного Знамени (03.06.1937).

## Биография
Пейсах-Пинхас Шлёмович Столярский родился в уездном городке Липовце Киевской губернии (ныне — Винницкая область Украины), плисковский мещанин, был младшим ребёнком в многодетной (12 детей) еврейской семье: его отец Шлёма Мойше-Лейбович Столярский — музыкант-клезмер, создавший семейный ансамбль.
В 14 лет он начал учиться у известного музыкального педагога Отакара Шевчика, а затем, в Варшаве, у Станислава Барцевича.  Поскольку необходимо было зарабатывать деньги на жизнь, Столярский устроился в оркестр провинциальной театральной труппы и с ней приехал в Одессу. Дирижёр оркестра труппы Марк Исаевич Черняховский (1860—1936) познакомил Столярского с композитором Н. Лысенко, а тот привел молодого музыканта в дом украинского композитора и публициста, виолончелиста Петра Петровича Сокальского.  
В 1890 году Столярский окончил Одесское училище Русского музыкального общества по классу скрипки Иосифа Карабульки. Учился также у ученика Леопольда Ауэра Эмиля Млынарского. В 1898—1919 годах работал в Одесском оперном театре, играя в оркестре В 1910-х годах руководил «Частными музыкальными скрипичными курсами П. Ш. Столярскаго, ул. Петра Великого, 15». Преподавал в Одесской консерватории с 1920 года, профессор. Одним из его первых учеников, ставшим известным, был Натан Мильштейн. Также учениками Столярского были Давид Ойстрах и его будущая жена —Тамара Ивановна Ротарева, Борис и Михаил Гольдштейны, Михаил Вайман, Михаил Фихтенгольц, Елизавета Гилельс, Эдуард Грач, Самуил Фурер, Роза Файн, Валерий Климов; композитор Оскар Фельцман.
В 1933 году основал первую в СССР специальную музыкальную школу-десятилетку для одаренных детей. В 1939 году Пётр Столярский был удостоен звания народного артиста УССР. В том же году был избран депутатом Одесского городского совета.
С началом войны был эвакуирован в Свердловск. Занимался с детьми (в числе его учеников был сын Давида Ойстраха Игорь). При этом, в эвакуации тяжело болел, перенес операцию. С радостью воспринял новость об освобождении Одессы 10 апреля 1944 года, однако известие о том, что захватчиками было сожжено здание музыкальной школы, окончательно подорвало его здоровье.
Умер 29 апреля 1944 года в Свердловске. Похоронен на Михайловском кладбище. В 1980-е гг., когда над кладбищем нависла угроза ликвидации, могила Столярского, пришедшая в запустение, была разыскана по инициативе директора железнодорожной музыкальной школы В. И. Попова. Во второй половине 1980-х гг. разрушенное надгробие Столярского было перенесено на Широкореченское кладбище и восстановлено, однако добиться перезахоронения останков не удалось. В настоящее время место захоронения Столярского утеряно.
«Педагогика Столярского — то, чем должно гордиться мировое искусство», — говорил Жак Тибо.

### Семья
Брат — Лейб Шлёмович Столярский (1862—1933), музыкант, педагог, клезмер.
Жена (с 1902) — Фрейда Мордковна (Фрида Марковна; умерла в эвакуации в 1942 году). Дочери: Хана (1903—?),  Нелли (1905—1965), Любовь (1910—?); сын Соломон (1906—?). 
Дочь, Нелли Петровна Столярская (её супруг Семён Турий погиб на фронте, детей у них не было), похоронив мать и отца в Свердловске, вернулась из эвакуации в Одессу в конце 1944 года. Квартиру в доме №8 на улице Пушкинской, предоставленную П. С. Столярскому правительством перед войной, ей не вернули. Вместе с директором школы Г. Д. Бучинским и другими педагогами Нелли Петровна активно занялась вопросом восстановления здания школы, работала в ней завучем. В 1953 году Нелли Петровну приказом Управления культуры освободили от занимаемой должности в связи с «отсутствием музыкального образования».  После смерти Нелли Петровны архив П. С. Столярского хранился у её двоюродной сестры — Эльки Лейбовны Столярской, а затем был передан наследниками в дар Одесскому историко-краеведческому музею.

## Награды и звания
- Орден Трудового Красного Знамени (03.06.1937) — за выдающиеся заслуги в области подготовки музыкальных кадров
- Народный артист Украинской ССР (1939)

## Память
- На фасаде дома № 8 по ул. Пушкинской, в котором до Великой Отечественной войны проживал профессор Столярский, установлена мемориальная доска[19].
- Его имя присвоено Одесской музыкальной школе-интернату для одарённых детей[20].
- 2 сентября 2016 года на Аллее Звезд Одессы появилась звезда в честь Петра Столярского[21].

## В литературе
И.Бабель в своем рассказе «Пробуждение» под именем педагога Загурского вывел Петра Соломоновича Столярского: «Все люди нашего круга — маклеры, лавочники, служащие в банках и пароходных конторах — учили детей музыке. <...> Одесса была охвачена этим безумием больше других городов. И правда — в течение десятилетий наш город поставлял вундеркиндов на концертные эстрады мира. Из Одессы вышли Миша Эльман, Цимбалист, Габрилович, у нас начинал Яша Хейфец.  Когда мальчику исполнялось четыре или пять лет — мать вела крохотное, хилое это существо к господину Загурскому. Загурский содержал фабрику вундеркиндов, фабрику еврейских карликов в кружевных воротничках и лаковых туфельках. Он выискивал их в молдаванских трущобах, в зловонных дворах Старого базара. Загурский давал первое направление, потом дети отправлялись к профессору Ауэру в Петербург. В душах этих заморышей с синими раздутыми головами жила могучая гармония. Они стали прославленными виртуозами. <...> Дверь в святилище открывалась. Из кабинета Загурского, шатаясь, выходили головастые, веснушчатые дети с тонкими шеями, как стебли цветов, и припадочным румянцем на щеках. Дверь захлопывалась, поглотив следующего карлика. За стеной, надрываясь, пел, дирижировал учитель, с бантом, в рыжих кудрях, с жидкими ногами. Управитель чудовищной лотереи — он населял Молдаванку и черные тупики Старого рынка призраками пиччикато и кантилены. Этот распев доводил потом до дьявольского блеска старый профессор Ауэр».
У К.Паустовского в романе «Время больших ожиданий» Наум Токарь, протопипом которого послужил Столярский, так объясняет урок: «Как вы играете эту вещь! Где мягкость? Где файность? Где сладость? Представьте себе, что ваша мама Розалия Иосифовна сварила своё знаменитое варенье из черешен, и вы ожидаете, что сейчас будете его кушать. У вас даже текут слюнки. Вот как надо играть эту вещь! Предвкушая!..»
Личность П.С.Столярского нашла свое отражение в романе И.Друкера «Клезмер» (идиш, 1940; в русском переводе — «Музыканты», 1964).